# Sankt Eskils katolska församling
Sankt Eskils katolska församling är en romersk-katolsk församling i Örebro. Församlingen tillhör Stockholms katolska stift.
Den katolska församling i Örebro bildades 1928. I början användes ett kapell. En kyrka uppfördes och blev färdig 1934, Sankt Eskils kyrka, Örebro. Den invigdes av biskop Johannes Evangelista Erik Müller